# Tabanus fijianus
Tabanus fijianus är en tvåvingeart som beskrevs av Ricardo 1914. Tabanus fijianus ingår i släktet Tabanus och familjen bromsar.
Artens utbredningsområde är Fiji. Inga underarter finns listade i Catalogue of Life.